# Nnamdi Azikiwe nemzetközi repülőtér
A Nnamdi Azikiwe nemzetközi repülőtér (IATA: ABV, ICAO: DNAA) Nigéria egyik nemzetközi repülőtere, amely Abuja közelében található. Éves utasforgalma 5 029 843 fő (2022).

## Futópályák
A repülőtér futópályái:
- 04/22 (3609 m, 45 m, aszfalt)

## Forgalom
Az utasforgalom az elmúlt években az alábbi módon változott:
| Utasok száma | 4 211 560 | 3 523 393 | 4 295 521 | 4 230 090 | 3 433 173 | 4 879 066 | 5 554 302 | 3 880 283 | 5 323 905 | 5 029 843 |
|              | 2011      | 2012      | 2015      | 2016      | 2017      | 2018      | 2019      | 2020      | 2021      | 2022      |